# Euryneura peruana
Euryneura peruana är en tvåvingeart som beskrevs av Kertesz 1908. Euryneura peruana ingår i släktet Euryneura och familjen vapenflugor.
Artens utbredningsområde är Peru. Inga underarter finns listade i Catalogue of Life.